# National League Championship Series 2010
Die National League Championship Series 2010 (NLCS) fand zwischen dem 16. und 23. Oktober 2010 statt und war die zweite Runde der Postseason im Major League Baseball 2010. In ihr traten die Sieger der National League Division Series 2010, Philadelphia Phillies (Sieger der Eastern Division) und San Francisco Giants (Sieger der Western Division) gegeneinander an, um den Vertreter der National League in der World Series 2010 zu ermitteln. Sieger wurden die San Francisco Giants mit 4 – 2 Siegen. Als wertvollster Spieler wurde Cody Ross (Giants) ausgezeichnet.

## Modus und Teilnehmer
Es handelt sich um eine Best-of-Seven Serie, bei der die Phillies Homefield-Advantage haben, da sie in der regulären Saison mehr Spiele gewonnen haben als die Giants. Die Spiele 1 und 2 wurden daher im Citizens Bank Park in Philadelphia ausgetragen. Die Spiele 3, 4 und 5 fanden dann im AT&T Park in San Francisco statt. Das letzte Spiel 2010 wurde dann wieder im Citizens Bank Park gespielt, durch den Sieg der Giants entfiel Spiel 7.
Phillies und Giants trafen in der Postseason bislang noch nie aufeinander. Für die Phillies war es die neunte Teilnahme an einer NLCS; für die Giants die fünfte. Die Phillies gewannen zuletzt 2009 die NLCS gegen die Los Angeles Dodgers und waren daher amtierender Meister der National League.

## Ergebnisübersicht
| Spiel                       | Datum            | Ergebnis                                             | Gesamtstand (SF – PHI) | Ort                | Spielzeit | Zuschauer |
| --------------------------- | ---------------- | ---------------------------------------------------- | ---------------------- | ------------------ | --------- | --------- |
| Spiel 1                     | 16. Oktober 2010 | San Francisco Giants – 4 @ Philadelphia Phillies – 3 | 1 – 0                  | Citizens Bank Park | 2:59      | 45.929    |
| Spiel 2                     | 17. Oktober 2010 | San Francisco Giants – 1 @ Philadelphia Phillies – 6 | 1 – 1                  | Citizens Bank Park | 3:01      | 46.099    |
| Spiel 3                     | 19. Oktober 2010 | Philadelphia Phillies – 0 @ San Francisco Giants – 3 | 2 – 1                  | AT&T Park          | 2:39      | 43.320    |
| Spiel 4                     | 20. Oktober 2010 | Philadelphia Phillies – 5 @ San Francisco Giants – 6 | 3 – 1                  | AT&T Park          | 3:40      | 43.515    |
| Spiel 5                     | 21. Oktober 2010 | Philadelphia Phillies – 4 @ San Francisco Giants – 2 | 3 – 2                  | AT&T Park          | 3:15      | 43.713    |
| Spiel 6                     | 23. Oktober 2010 | San Francisco Giants – 3 @ Philadelphia Phillies – 2 | 4 – 2                  | Citizens Bank Park | 3:41      | 46.062    |
| San Francisco gewinnt 4 – 2 |                  |                                                      |                        |                    |           |           |

## Spielzusammenfassungen

### Spiel 1
Samstag, 16. Oktober 2010 – 19:30 EDT, Citizens Bank Park in Philadelphia, Pennsylvania
| Team          | 1 | 2 | 3 | 4 | 5 | 6 | 7 | 8 | 9 | R | H | E |
| ------------- | - | - | - | - | - | - | - | - | - | - | - | - |
| San Francisco | 0 | 0 | 1 | 0 | 1 | 2 | 0 | 0 | 0 | 4 | 9 | 0 |
| Philadelphia  | 0 | 0 | 1 | 0 | 0 | 2 | 0 | 0 | 0 | 3 | 7 | 0 |

WP: Tim Lincecum (1-0)   LP: Roy Halladay (0-1)  SV: Brian Wilson (1)  
In Spiel 1 standen sich die beiden Cy-Young-Award-Sieger Roy Halladay (Philadelphia) und Tim Lincecum (San Francisco) gegenüber. Den ersten Run konnten die Giants im dritten Inning durch einen Home Run von Cody Ross verbuchen. In der zweiten Hälfte dieses Innings brachte ein Home Run von Carlos Ruiz den schnellen Ausgleich für die Phillies. Ein weiterer Home Run von Ross gab den Giants im fünften Inning die erneute Führung, die durch zwei weitere Runs im gleichen Inning auf 4 ausgebaut werden konnte. Die Phillies schlugen in diesem Inning mit einem Home Run von Jayson Werth zurück, der den Rückstand auf 4-3 verkürzte. Nach der Auswechslung von Lincecum im siebten Inning ließ der Bullpenn der Giants nichts mehr anbrennen. Mit einem Out im achten und drei im neunten Inning sicherte Closer Brian Wilson den Sieg.

### Spiel 2
Sonntag, 17. Oktober 2010 – 20:00 EDT, Citizens Bank Park in Philadelphia, Pennsylvania
| Team          | 1 | 2 | 3 | 4 | 5 | 6 | 7 | 8 | 9 | R | H | E |
| ------------- | - | - | - | - | - | - | - | - | - | - | - | - |
| San Francisco | 0 | 0 | 0 | 0 | 1 | 0 | 0 | 0 | 0 | 1 | 4 | 1 |
| Philadelphia  | 1 | 0 | 0 | 0 | 1 | 0 | 4 | 0 | X | 6 | 8 | 0 |

WP: Roy Oswalt (1-0)   LP: Jonathan Sanchez (0-1)  
Den ersten Run erzielten die Phillies schon im ersten Inning durch eine Reihe von Walks und einen Error. Die Giants konnten gegen Roy Oswalt erst im fünften Inning durch einen Home Run von Cody Ross aufs Scoreboard kommen. Die Phillies holten sich in der zweiten Hälfte dieses Innings ihre Führung durch einen Run von Shane Victorino zurück. Ein Single von Roy Oswalt im siebten Inning beendete das Spiel für Phillies-Pitcher Jonathan Sanchez, der durch Ramón Ramírez ersetzt wurde. Ein anschließender Sacrifice Bunt von Victorino und ein Single von Placido Polanco brachten Oswalt nach Hause. Ramírez wurde durch Jeremey Affeldt ersetzt, der ein Strikeout erzielte und Jayson Werth durch einen Intentional Walk auf die erste Base ließ, um die Bases zu laden. Die Giants tauschten Ramírez gegen Santiago Casilla aus, der jedoch ein Double von Jimmy Rollins zuließ, durch das die Phillies drei weitere Runs verbuchen konnten. Roy Oswalt ließ im achten Inning keinen Run der Giants mehr zu. Seine neun Strikeouts waren eine neue persönliche Bestleistung in der Postseason. Im neunten Inning ließ Ryan Madson zwar noch einen Walk und ein Single zu, die Giants konnten hieraus jedoch keinen Profit schlagen.

### Spiel 3
Dienstag, 19. Oktober 2010 – 16:00 EDT, AT&T Park in San Francisco, Kalifornien
| Team          | 1 | 2 | 3 | 4 | 5 | 6 | 7 | 8 | 9 | R | H | E |
| ------------- | - | - | - | - | - | - | - | - | - | - | - | - |
| Philadelphia  | 0 | 0 | 0 | 0 | 0 | 0 | 0 | 0 | 0 | 0 | 3 | 0 |
| San Francisco | 0 | 0 | 0 | 2 | 1 | 0 | 0 | 0 | X | 3 | 5 | 0 |

WP: Matt Cain (1-0)   LP: Cole Hamels (0-1)  SV: Brian Wilson (2)  
Die ersten Innings des Spiels wurden vom starken Pitching der beiden Starter, Cole Hamels (Philadelphia) und Matt Cain (San Francisco) beherrscht. Im vierten Inning konnten die Giants jedoch mit zwei Runs in Führung gehen. Edgar Renteria begann das Inning mit einem Single und kam durch einen Bunt von Freddy Sanchez auf die zweite Base. Ein Walk von Pat Burrell lud die Bases. Ein Hit von Cody Ross brachte den ersten Run ein, ein weiterer von Aubrey Huff den zweiten. Den letzten Run des Spiels erzielten die Giants im fünften Inning. Aaron Rowand schlug ein Double und umrundete die Bases nach einem Single von Sanchez. Matt Cain blieb bis zum Ende des siebten Innings im Spiel und verhinderte Runs der Phillies. Javier López und Brian Wilson führten im achten und neunten Inning die Arbeit Cains erfolgreich fort.

### Spiel 4
Mittwoch, 20. Oktober 2010 – 19:30 EDT, AT&T Park in San Francisco, Kalifornien
| Team          | 1 | 2 | 3 | 4 | 5 | 6 | 7 | 8 | 9 | R | H  | E |
| ------------- | - | - | - | - | - | - | - | - | - | - | -- | - |
| Philadelphia  | 0 | 0 | 0 | 0 | 4 | 0 | 0 | 1 | 0 | 5 | 9  | 1 |
| San Francisco | 1 | 0 | 1 | 0 | 1 | 2 | 0 | 0 | 1 | 6 | 11 | 0 |

WP: Brian Wilson (1-0)   LP: Roy Oswalt (1-1)  
Mit einem Walk-off endete das vierte Spiel in der NLCS: Nachdem es vor dem letzten Inning 5-5 stand, gelang zunächst Aubrey Huff bei einem Out ein Single und er konnte nach einem weiteren Single von Buster Posey auf die dritte Base laufen. Als dann ein weiter Ball von Juan Uribe im linken Outfield als Sacrifice Fly gefangen wurde, konnte er ungefährdet den siegbringenden Run für die Giants erzielen.

### Spiel 5
Donnerstag, 21. Oktober 2010 – 19:30 EDT, AT&T Park in San Francisco, Kalifornien
| Team          | 1 | 2 | 3 | 4 | 5 | 6 | 7 | 8 | 9 | R | H | E |
| ------------- | - | - | - | - | - | - | - | - | - | - | - | - |
| Philadelphia  | 0 | 0 | 3 | 0 | 0 | 0 | 0 | 0 | 1 | 4 | 6 | 1 |
| San Francisco | 1 | 0 | 0 | 1 | 0 | 0 | 0 | 0 | 0 | 2 | 7 | 2 |

WP: Roy Halladay (1–1)   LP: Tim Lincecum (1–1)  SV: Brad Lidge (1)  
Spiel 5 war mit Roy Halladay für die Phillies und Tim Lincecum für die Giants eine Wiederholung des Pitcher-Duells aus Spiel 1. Halladay ließ gleich im ersten Inning einen Run der Giants zu, doch die Phillies schlugen im dritten Inning mit drei Runs zurück. Raúl Ibáñez schlug ein Single und Carlos Ruiz kam durch einen Hit by Pitch auf Base. Ein Bunt von Halladay brachte Ibáñez zu dritten und Ruiz zu zweiten Base. Durch einen Error von Aubrey Huff kam Shane Victorino zur zweiten Base und Ibáñez und Ruiz nach Hause. Ein Single von Plácido Polanco sorgte für den dritten Run durch Victorino. Die Giants kamen im vierten Inning mit einem Run von Pat Burrell wieder auf 2-3 heran, konnten jedoch gegen keine weiteren Runs mehr erzielen. Stattdessen kamen die Phillies im neunten Inning durch einen Home Run von Jayson Werth zu ihrem vierten Run.
Es war das 17. Mal seit 1985, dass es in der NLCS 3-2 stand. In den bisherigen 16 Serien hat das nach fünf Spielen führende Team in elf Fällen die Serie gewonnen.

### Spiel 6
Samstag, 23. Oktober 2010 – 15:30 EDT, Citizens Bank Park in Philadelphia, Pennsylvania
| Team          | 1 | 2 | 3 | 4 | 5 | 6 | 7 | 8 | 9 | R | H  | E |
| ------------- | - | - | - | - | - | - | - | - | - | - | -- | - |
| San Francisco | 0 | 0 | 2 | 0 | 0 | 0 | 0 | 1 | 0 | 3 | 13 | 0 |
| Philadelphia  | 2 | 0 | 0 | 0 | 0 | 0 | 0 | 0 | 0 | 2 | 8  | 1 |

WP: Javier Lopez (1-0)   LP: Ryan Madson (0-1)  SV: Brian Wilson (3)  
Das Spiel begann mit einer schwachen Leistung von Jonathan Sánchez, Starting Pitcher der Giants. Schon im ersten Inning ließ er einen Walk zu, der Plácido Polanco zur ersten Base und nach einem Wild Pitch und einem Double von Chase Utley nach Hause brachte. Ein Sacrifice Fly von Jayson Werth sorgte für den zweiten Run des Spiels durch Utley. Die Giants kamen im dritten Inning gegen Roy Oswalt zum Ausgleich. Jonathan Sánchez schlug ein Single und kam nach einem Fly Ball von Andrés Torres zur zweiten Base. Er erreichte die dritte Base nach einem Bunt von Freddy Sanchez. Ein Single von Aubrey Huff brachte dann den ersten Run der Giants. Zwar konnten die Phillies Torres an der Homeplate auswerfen; mussten aber einen Run von Huff infolge eines Errors von Polanco hinnehmen.
Es blieb beim Unentschieden bis zum achten Inning, als Juan Uribe mit einem Home Run für die Führung der Giants sorgte. In der zweiten Hälfte wechselten die Giants Tim Lincecum, Starting Pitcher in den Spielen 1 und 5, ein. Lincecum erreichte ein Strikeout, ließ dann aber zwei Runner auf Base und wurde durch Brian Wilson ersetzt. Wilson schaffte zwei Outs im achten und drei im neunten Inning und sicherte damit den Sieg der Giants, die zum ersten Mal seit 2002 in die World Series einzogen.